# ساموسی ۳۹۹۹
سیارک ۳۹۹۹ (به انگلیسی: 3999 Aristarchus، نامگذاری:1989AL) سه هزار و نهصد و نود و نهمین سیارک کشف شده‌است که در ۵ ژانویه ۱۹۸۹ کشف شد.
قدر مطلق سیارک برابر ۱۲٫۴۰ است.